# Triangle ausculatoire
Le triangle auscultatoire est un espace intermusculaire. Il est situé au niveau de la septième côte et est limité en haut en médial (interne) par le muscle trapèze, en haut en externe par le muscle grand rhomboïde, en externe par la scapula, et en bas par le muscle grand dorsal.

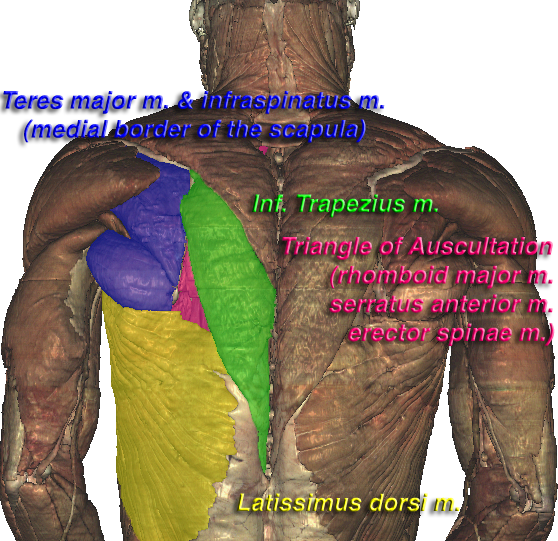
Représentation du triangle auscultatoire en rose entouré des muscles le délimitant.

## Origine du nom
L'origine du nom de cet espace intermusculaire provient du fait que cette région présente très peu d'obstacles musculaires de la peau jusqu'aux organes. D'ailleurs, avant l'arrivée des stéthoscopes ultra-sensibles, les médecins utilisaient cette région pour ausculter les poumons. De nos jours, les chirurgiens exploitent le triangle auscultatoire pour procéder à des thoracotomies.